# الدوري البرتغالي الدرجة الثانية 2004–05
الدوري البرتغالي الدرجة الثانية 2004–05 هو موسم من الدوري البرتغالي الدرجة الثانية. فاز فيه نادي فيزيلا.